# Серебряная медаль Национального центра научных исследований
Серебряная медаль Национального центра научных исследований (фр. La Médaille d'argent du CNRS) — ежегодная премия Национального центра научных исследований (CNRS) Франции. Присуждается с 1954 года  учёным (до 16 человек каждый год) за оригинальность, качество и значимость исследований.

## Наиболее известные лауреаты
- 1960:  Шарпак, Жорж
- 1964:  Коэн-Таннуджи, Клод
- 1971: Фоссье, Робер
- 1973:  Монтанье, Люк
- 1977: Конн, Ален
- 1987: Ломон, Жерар
- 1988:  Соваж, Жан-Пьер
- 1989: Лейблер, Людвик
- 1990: Лаффон, Жан-Жак
- 1993: Геснери, Роже
- 1994: Леви, Михаэль
- 1995: Финк, Матьяс
- 1996: Дескола, Филипп
- 2001: Сифакис, Иосиф
- 2002:  Тироль, Жан
- 2004: Тураев, Владимир Георгиевич
- 2006: Вуазен, Клэр, Агьон, Филипп, Амайон, Роберта
- 2007: Каллон, Мишель
- 2010: Пюман, Дениз
- 2011: Хоссейни, Вайс
- 2012: Лаир, Бернар
- 2021: Лагаш, Гилен
- 2022: Вильельм, Клэр